# Ingeborg ter Laak
Ingeborg ter Laak (ur. 18 lutego 1973 w Goudzie) – holenderska działaczka samorządowa i polityczna, posłanka do Parlamentu Europejskiego X kadencji.

## Życiorys
Studiowała administrację publiczną na Uniwersytecie im. Radbouda w Nijmegen, kształciła się również na UDSM w Tanzanii. Pracowała jako urzędniczka w ministerstwie obrony i jako doradczyni w instytucji GGD Nederland. Była też dyrektorką ZorgScala, branżowego stowarzyszenia reprezentującego m.in. interesy pielęgniarek.
Zaangażowała się w działalność polityczną w ramach Apelu Chrześcijańsko-Demokratycznego. W 2014 została radną miejską w Zoetermeer. W 2018 weszła w skład zarządu miasta jako wethouder odpowiedzialny za opiekę społeczną, zabezpieczenie społeczne i sport. W wyborach w 2024 z ramienia CDA uzyskała mandat eurodeputowanej X kadencji.